# غونار يان
غونار يان (بالنرويجية: Gunnar Jahn)‏ (و. 1883 – 1971 م) هو اقتصادي، وسياسي، ومصرفي، ومحامي، وعالم إحصاء، وكاتب غير روائي نرويجي، ولد في تروندهايم، كان عضوًا في الحزب الليبرالي، وكان عضوًا في الأكاديمية النرويجية للعلوم والآداب، توفي في أوسلو، عن عمر يناهز 88 عاماً.

## مناصب
تولى منصب Minister of Finance of Norway ‏ (25 يونيو 1945–5 نوفمبر 1945)
- Minister of Finance of Norway ‏ (3 نوفمبر 1934–20 مارس 1935).

## التعليم
تعلم في جامعة أوسلو.